# Шамарель

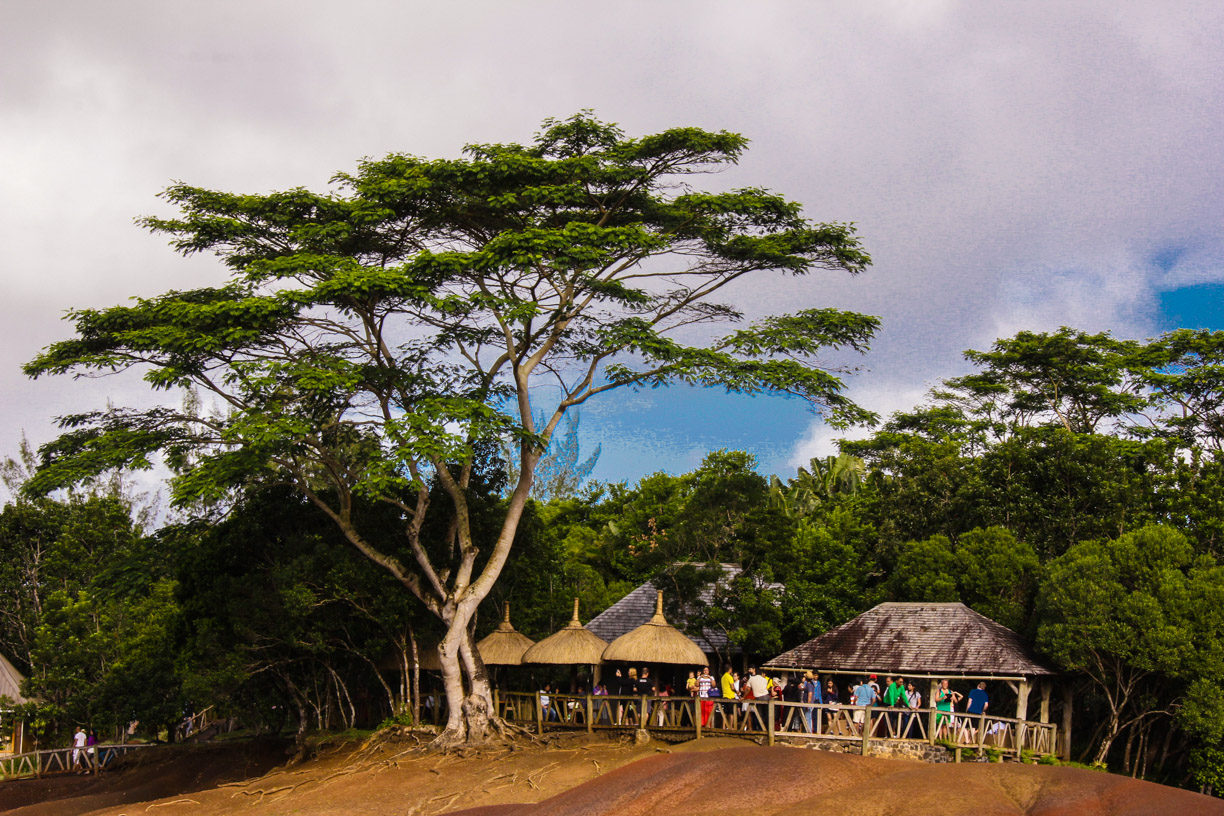
Шамарель

Шамарель — поселение в округе Ривьер-Нуар и частично (на востоке) в округе Саван, на Маврикии.
Основные достопримечательности Шамареля — Семицветные пески, Шамарельский водопад и Национальный парк Блэк-Ривер-Горжес. Окрестности села также известны благодаря кофейным зёрнам, которые выращиваются в этой местности. Шамарельская церковь Святой Анны, построенная в 1876 году, является местом паломничества на праздник Вознесения Девы Марии (празднуется 15 августа). В этот день, 15 августа, в селе традиционно проходит ярмарка.

## История
Деревня Шамарель названа в честь французского капитана Шарля Антуана де Шазаля де Шамарель, который жил в местности в 1800-х годах и владел всей территорией поселения Шамарель — горного поселка в западной части Маврикия. Шарль Антуан де Шазаль де Шамарель занимался выращиванием ванили, перца и кофе.
Топоним «Шамарель» также используется для обозначения горного региона Шамарель, расположенного в окрестностях посёлка. 
Затем власть над поселением отошла Мэтью Флиндерсу, который захватил Маврикий во время Наполеоновских войн. Жители села называют местность «Долиной черных».

## Экономика
Основой экономики является туризм и сельское хозяйство.
На плантациях выращивают сахарный тростник, ананасы, кофе. Вдоль дороги к водопаду разместились посадки арабики и пальмового салата.